# Galium pseudohelveticum
Galium pseudohelveticum är en måreväxtart som beskrevs av Friedrich Ehrendorfer. Galium pseudohelveticum ingår i släktet måror, och familjen måreväxter. Inga underarter finns listade i Catalogue of Life.